# 马街乡 (麻栗坡县)
马街乡，是中华人民共和国云南省文山壮族苗族自治州麻栗坡县下辖的一个乡镇级行政单位。

## 行政区划
马街乡下辖以下地区：
马街村、董浪村、普留塘村、梁子街村、品乐村、石龙村、黄家坪村和普元村。